# Egid Verhelst der Ältere

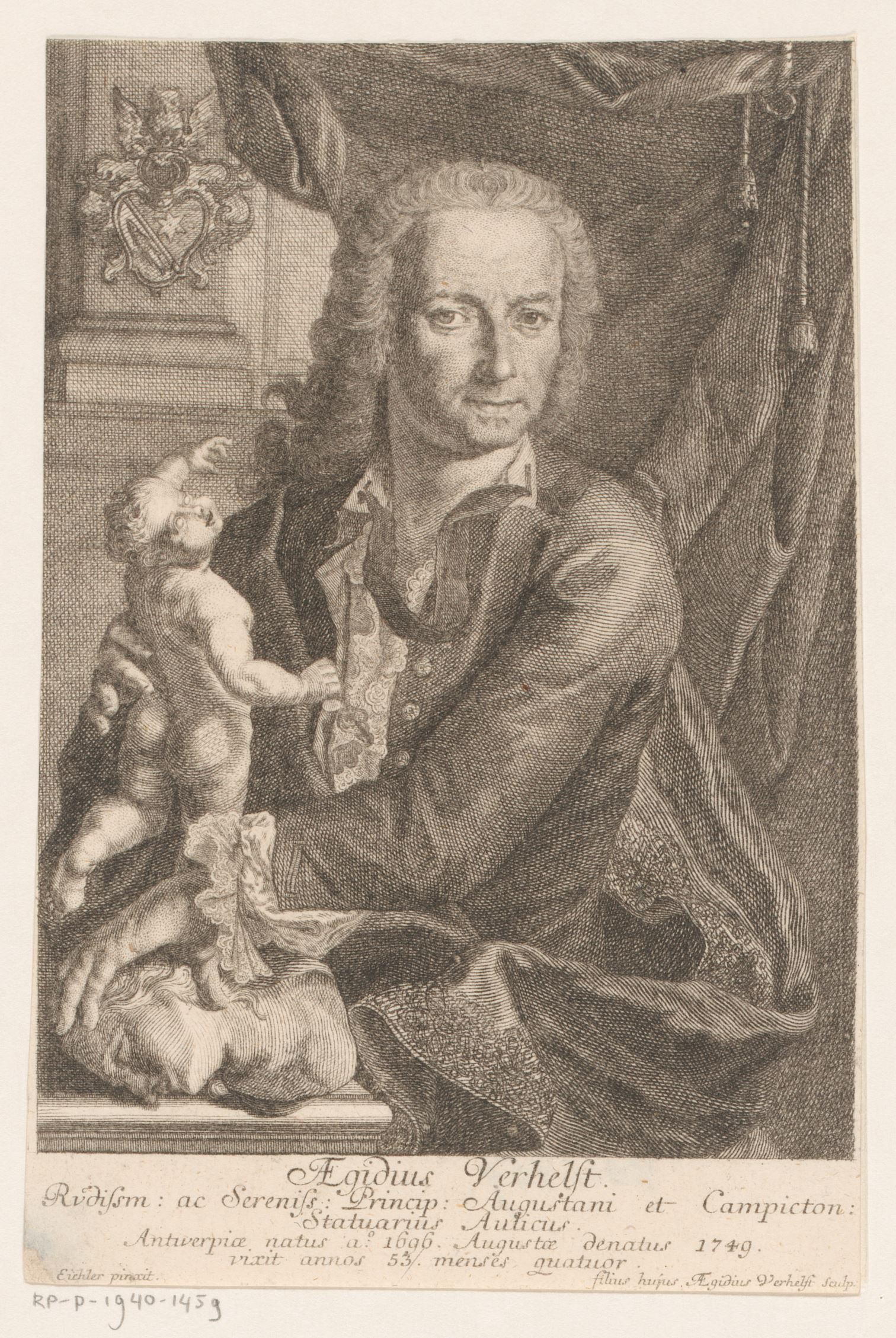
Portrait des Bildhauers Aegid Verhelst. Kupferstich (nach 1749) von Egid Verhelst d. J. nach einem Gemälde von Gottfried Eichler. – Amsterdam, Rijksmuseum

Egid Verhelst der Ältere, auch Ägid Verhelst oder Egid der Ältere (* 13. Dezember 1696 in Antwerpen; † 19. April 1749 in Augsburg), war ein flämischer Bildhauer und Vertreter des bayerischen Barock und Rokoko.

## Leben
Verhelst erhielt seine erste Ausbildung in Antwerpen und kam vermutlich in Paris in die Werkstatt des Flamen Willem de Groff. Dieser arbeitete auch für Maximilian II. Emanuel in Brüssel und wurde nach dessen Rückkehr nach München 1716 an den wittelsbachischen Hof gerufen. In der Folge kam auch Verhelst 1718 nach München, arbeitete mehrere Jahre in de Groffs Werkstatt und trat in den Kreis der Hofkünstler ein. 1724 erschien er als Hofbildhauer des Herzogs Theodor Johann von Bayern, Fürstbischof von Freising.
Am 19. November 1724 heiratete er in München Maria Benedicta Hagn, die als Wachsbossiererin nach seinen Modellen arbeitete. 1738 wurde er Bürger von Augsburg. Zur Zeit seines Todes war er Fürststift-Kemptischer Hofbildhauer. Sein Schüler Joseph Bonaventura Mutschelle (1728–1778/83) heiratete 1759 seine Witwe.
Seine bei ihm ausgebildeten Söhne Ignaz Wilhelm (1729–1792) und Placidus (1727–1778) übernahmen die Werkstatt unter dem Namen der Mutter. Die Tochter Anna Franziska Walburga heiratete in erster Ehe den Kupferstecher Johann Rudolf Störchlin (um 1720–um 1754) und in zweiter Ehe den Maler Joseph Christ (1731–1788). Der jüngste Sohn Egid der Jüngere lernte bei seinem Schwager und wurde Kupferstecher.

## Werke
- Ettal: Hochaltar mit plastischer Darstellung der Himmelfahrt Mariä (1726, 1744 beim Brand zerstört); zwei Wandbrunnen in der Sakristei (1726/30); zwölf Apostel überlebensgroß in Stein an der Kirchenfassade (1726/35, ursprünglich für die Balustrade vorgesehen)
- Dießen: Marienbüste über dem Portal (zugeschrieben[1]), vier Seitenaltäre (1738)
- Wallfahrtskirche Unseres Herren Ruhe in Friedberg: Pietà am Bruderschaftsaltar (um 1745)
- Schlosskapelle Salvator Mundi im Schloss Haimhausen: plastische Ausstattung (seit 1748)
- Wieskirche bei Steingaden: vier Evangelisten und zwei Propheten am Hochaltar (1748)